# Borgarnes

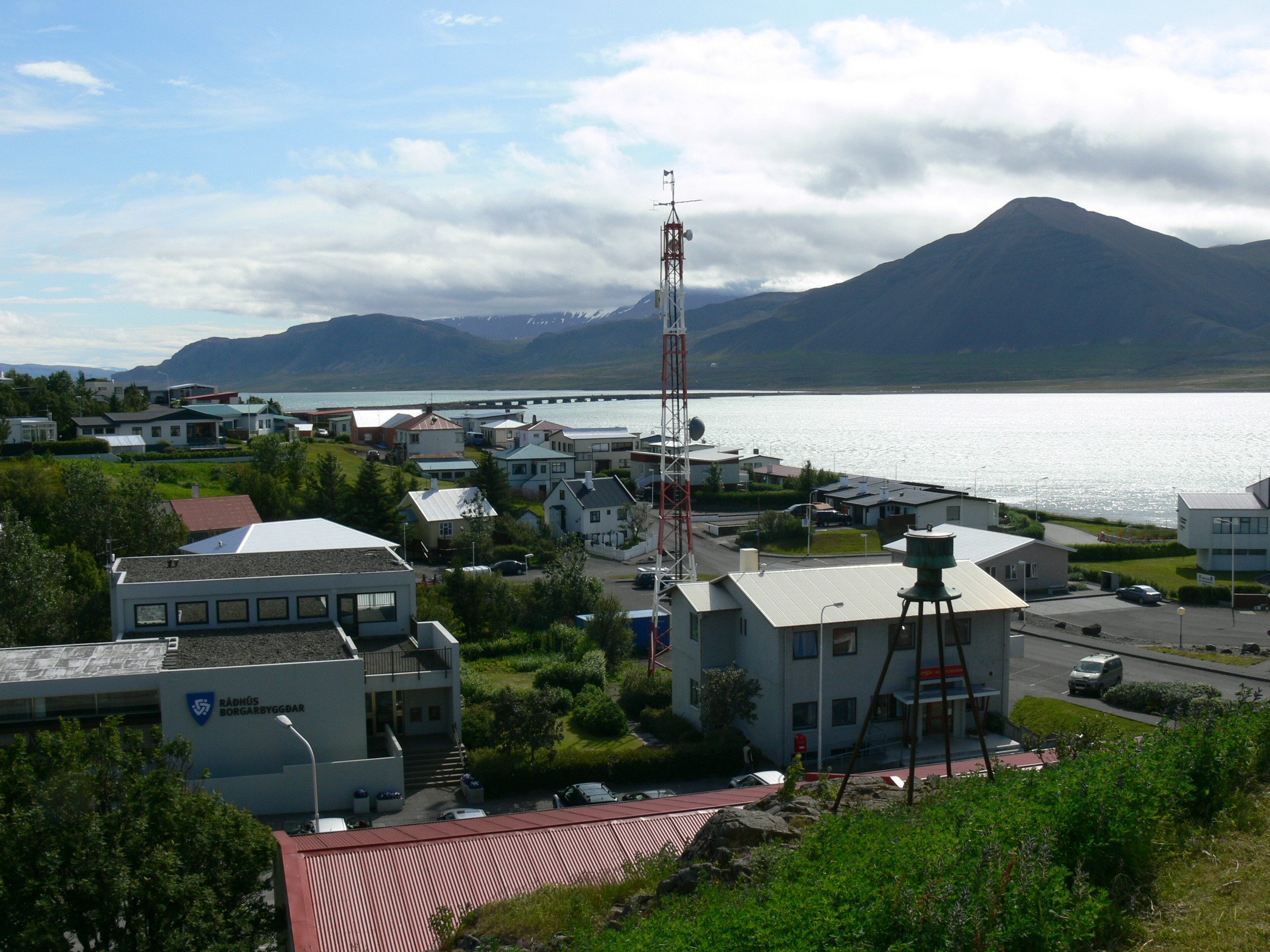
Borgarnes, vy från kyrkan.

Borgarnes är en stad på Island med 2 108 invånare (2021). Staden ligger cirka 70 kilometer norr om huvudstaden Reykjavik, vid Borgarfjörður och landets näst längsta bro Borgarfjarðarbrú. 
Borgarnes är huvudort i kommunen Borgarbyggð med 3 108 invånare (2021).
Inom kommunen, cirka 30 km norr om Borgarnes, ligger Bifröstuniversitetet. 7 km sydost om Borgarnes finns Islands lantbruksuniversitet.